# Romen
Romen (ukrainska: Ромен) är en biflod till Sula med en längd av 111 km. Den rinner upp i Tjernihiv oblast i regionen Polesien i norra delen av Ukraina. Den mynnar ut i Sula i närheten av staden Romny. Vid mynningen är vattenflödet i medeltal 3 kubikmeter/sekund.